# 李メリ

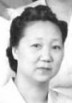
撮影時期不詳

李 メリ（イ・メリ、朝鮮語: 이매리、1903年1月13日 - 1983年12月3日または12月30日）は、ハワイ育ちの大韓民国の女性教育者、社会事業家、政治家。第7代韓国国会議員。
結婚前の本名は申 メリ（英語: Mary Shin）で、「李」は夫の姓（夫婦同姓）である。名前は漢字で李 梅利と表記されることもある。

## 経歴
黄海道平山郡（ソウル生まれの説もある）で自由教会の牧師の娘として生まれる。まもなく1903年4月30日に一家がハワイに移民した。16歳でハワイの大韓少女リーグの書記を務めた。
1922年、ハワイ大学在学中に結婚夫・李元淳は金大中夫人・李姫鎬の母方のおじで、李承晩の親友である。夫婦は1男3女をもうけたが、息子は朝鮮戦争で戦死し、娘たちは米国に残った。
ハワイ大学卒（1929年）、梨花女子大学校大学院博士課程修了（文学博士）。1935年にホノルル盲人事業連盟指導委員、1939年にホノルル韓人キリスト学院長をそれぞれ務めた。光復後に帰国し、1947年から米軍政保健厚生部顧問を務め、1954年から1958年までに高麗大学校・淑明女子大学校・梨花女子大学校で教員を務めた。その後、梨花女子大学校社会事業課長、国際社会事業協会韓国代表、韓国社会事業福祉会連合会会長、汎太平洋東南アジア女性協会韓国支部長・青少年対策委員会理事・副会長、5・16民族賞副理事長、民主共和党ソウル第2地区党委員長・中央常任委員・婦女分科委員長、国連総会韓国代表、韓国国際女性団体会長、大韓赤十字社副総裁などを務めた。